# Емил Зографски
Емил Зографски е български състезател по ски скокове и треньор.
Представлява България на зимните олимпийски игри в Калгари през 1988 година и на зимните олимпийски игри в Албервил през 1992 година. В Калгари се класира на 40-о място на нормалната шанца и на 41-во на голямата. Четири години по-късно в Албервил е отново 40-и на нормалната шанца, а на голямата се класира 56-и.
Баща на Владимир Зографски, който също е ски скачач.